# Rio (Venezia)
Il rio è un elemento essenziale della viabilità acquea della città di Venezia.
Questo termine indica esclusivamente i canali, naturali o artificiali, costeggiati da edifici o strade che separano le singole isole di cui è composto il centro storico. Nella toponomastica cittadina alcuni dei rii di dimensione minore vengono denominati con il termine di rielo.

## Caratteristiche
Alcuni rii, sia pure rettificati per esigenze urbanistiche, ripercorrono il percorso di antichi canali lagunari naturali e presentano quindi un percorso non rettilineo. Altri rii invece, soprattutto quelli a percorso perfettamente rettilineo, hanno origine completamente artificiale.
La rete dei rii è capillare e ricopre praticamente tutto il territorio urbano, consentendo così di raggiungere via acqua qualsiasi zona della città, condizione essenziale per assicurare il trasporto di merci e persone con la navigazione interna.
I rii, oltre a costituire la rete di viabilità acquea, svolgono anche la funzione ecologica fondamentale di favorire il deflusso delle maree e garantire la salubrità cittadina, evitando impaludamenti e consentendo lo smaltimento dei depositi naturali e delle acque nere dalla laguna verso il mare durante la fase di bassa marea e il conseguente ricambio con acqua pulita durante l'alta marea. Per tale motivo riveste un'importanza essenziale la manutenzione dei rii tramite escavo periodico, operazione attuata sin dai tempi della Repubblica di Venezia, per asportare eventuali eccessi di depositi sedimentari e garantire così la costanza del flusso acqueo ottimale e la loro navigabilità.
Urbanisticamente, il rio si innesta nel tessuto edilizio in tre modi differenti, a volte presenti contemporaneamente lungo tratti diversi del suo percorso:
- completamente circondato da edifici direttamente affacciati sull'acqua, senza possibilità di viabilità pedonale lungo il percorso (rio trasversale rispetto alla rete pedonale);
- costeggiato da una fondamenta su una sola sponda e con edifici affacciati direttamente sull'acqua nell'altra (rio semi-parallelo alla rete pedonale);
- costeggiato da fondamente su entrambe le sponde (rio parallelo alla rete pedonale).

Nel corso dei secoli, in particolare nel XIX secolo, molti e frequenti furono gli interventi di interramento dei rii per ampliare il sistema di viabilità pedonale tramite la creazione dei rii terà. Nel corso del XX secolo invece si registrò sia pure in modo limitato la tendenza opposta, con la creazione e l'apertura del Rio Novo nel 1933 come nuova arteria di scorrimento rapido tra il Canal Grande e l'area di Piazzale Roma, e con la riapertura negli anni novanta dell'ultimo tratto del Rio della Crea, interrato nel 1837, nel sestiere di Cannaregio.

## Sestiere di Cannaregio

### Rii che danno sul Canal Grande

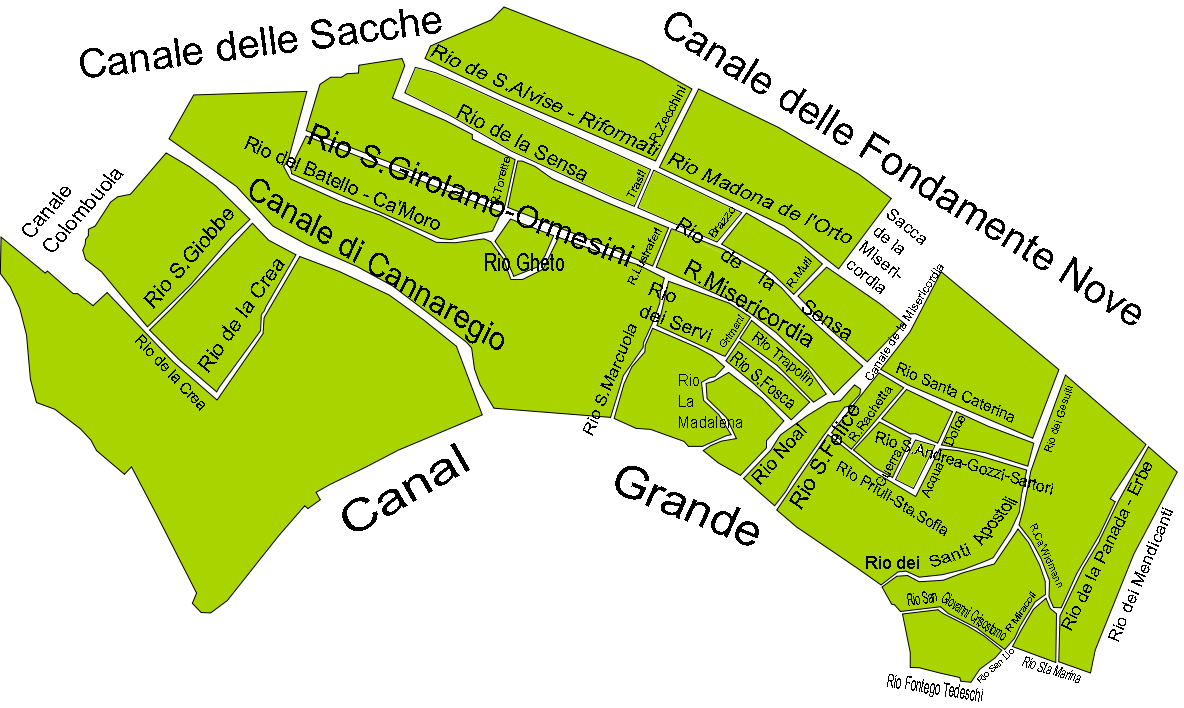

- Rio San Giovanni Crisostomo
- Rio dei Santi Apostoli
- Rio di San Felice
- Rio di Noale
- Rio la Maddalena
- Rio di San Marcuola
- Canale di Cannaregio con i rii:
  - Rio de San Giobbe
  - Rio della Crea

### Rii ad ovest del Canale della Misericordia
- Canale Colambola
- Primo rio est-ovest:
  - Rio Madonna dell'Orto
  - Rio di Sant'Alvise
  - Rio dei Riformati
- Secundo rio est-ovest:
  - Rio della Sensa
- Terzo rio est-ovest:
  - Rio della Misericordia
  - Rio di San Girolamo
- Quarta linea di rii est-ovest:
  - Rio dei Santa Fosca
  - Rio del Trapolin (ou Grimani)
  - Rio di Ghetto Nuovo
  - Rio del Battello
- Rii transversali nord-sud:
  - Rio dei Muti
  - Rio degli Zecchini
  - Rio dei Trasti
  - Rio di Lustraferri
  - Rio delle Torete
  - Rio dei Servi

### Rii ad est del Canale della Misericordia
- Rii est-ovest:
  - Rio di Santa Caterina
  - Rio di Sant'Andrea
  - Rio di Santa Sofia

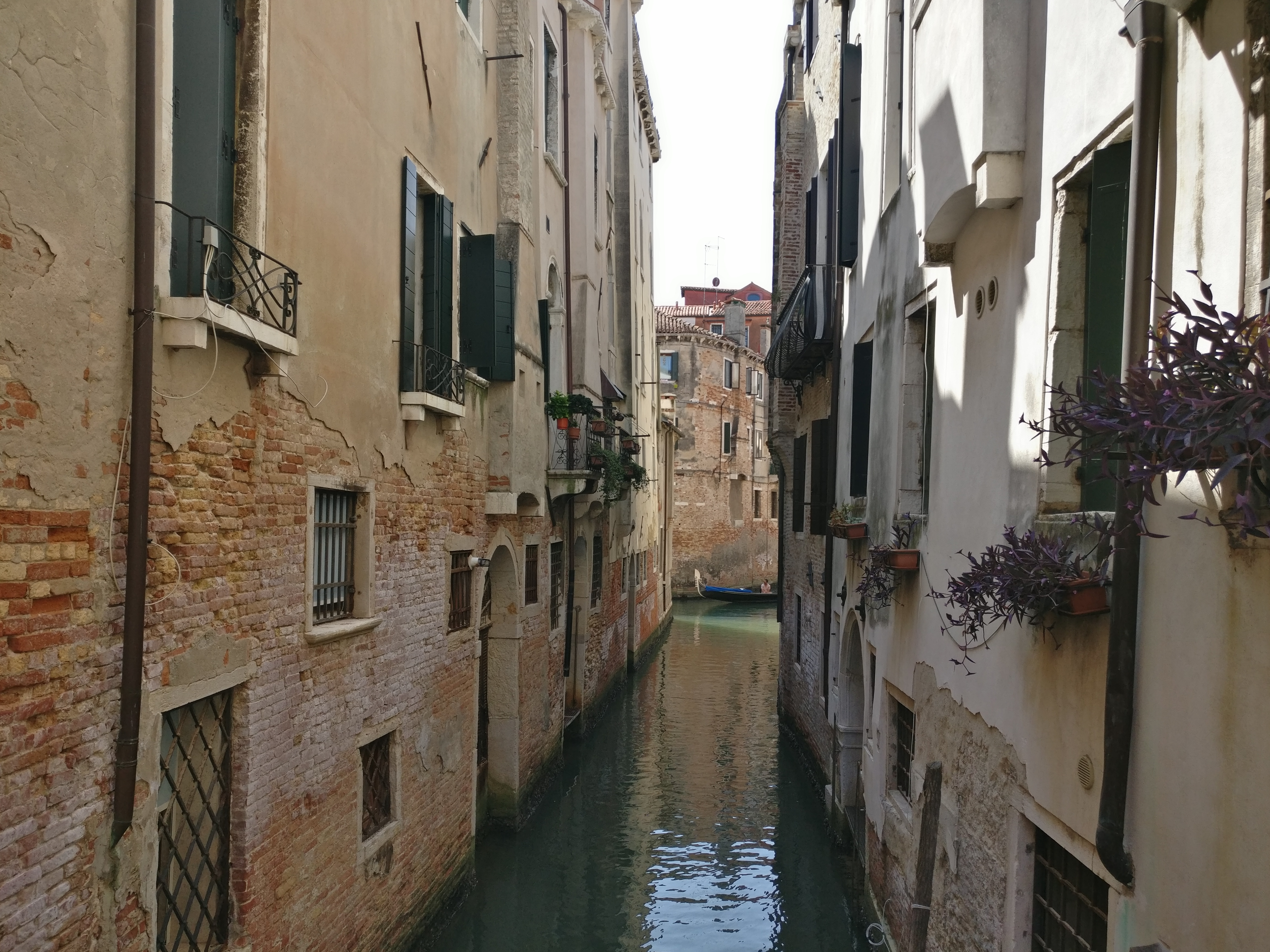
Rio dei Miracoli visto dal Ponte dei Miracoli

  - Rio di San Canciano (oppure Ca' Widman)
- Rii nord-sud:
  - Canale della Misericórdia
  - Rio della Racchetta
  - Rio di Ca' Dolce
  - Rio dei Gesuiti
  - Rio della Panada
  - Rio dei Miracoli

### Rii che formano il confine con altri Sestieri
- Rio del Fontego dei Tedeschi (unico tratto d confine con San Marco)
- Rio di San Lio (di confine con Castello)
- Rio di San Marina (di confine con Castello)
- Rio dei Mendicanti (di confine con Castello)

## Sestiere di Castello

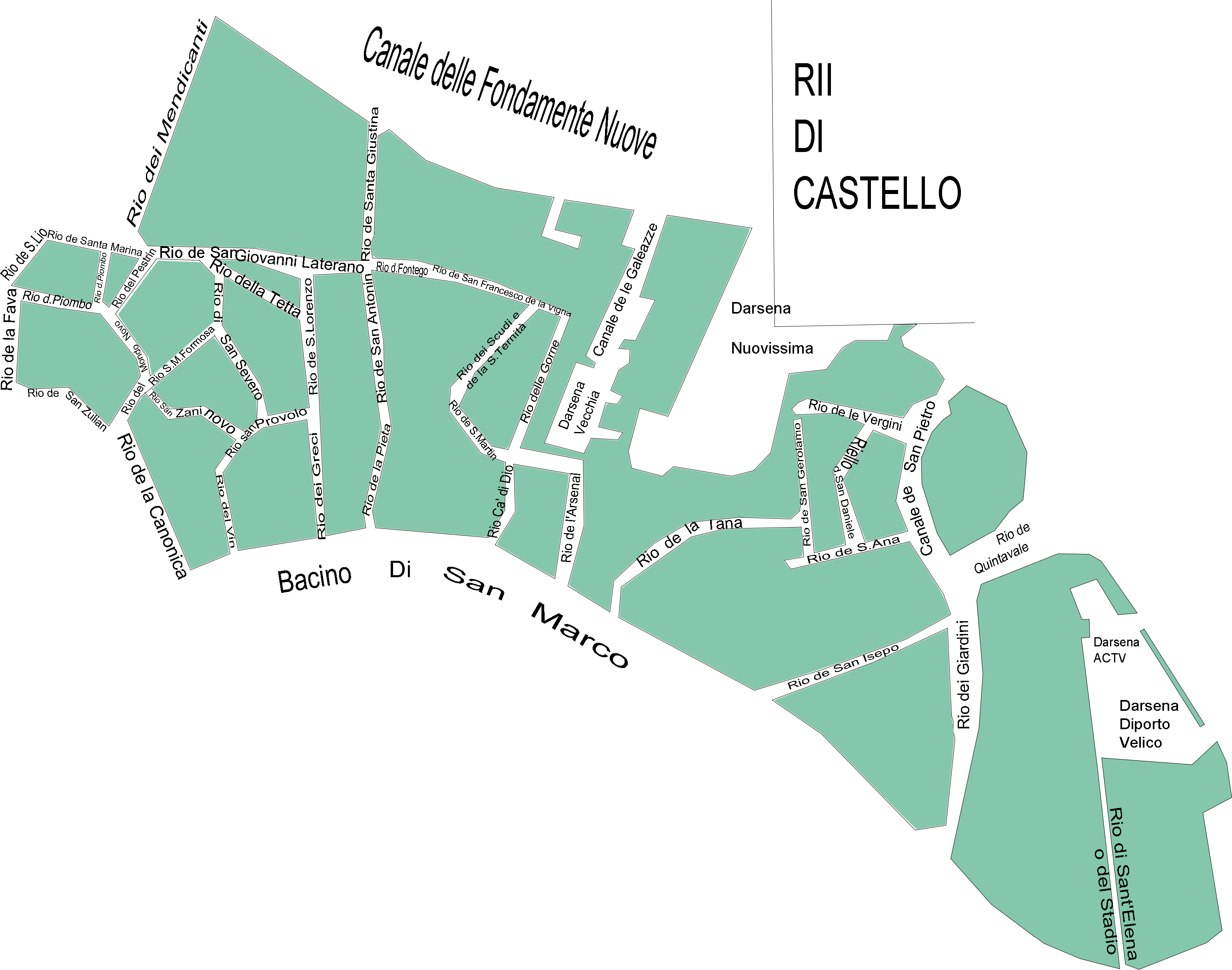

### Rii che danno sul bacino di San Marco ad ovest dell'Arsenale
Di ovest all'est:
- Rio del Vin
- Rio dei Greci
- Rio della Pietà
- Rio Ca' di Dio
- Rio dell'Arsenale

### Rii all'interno dell'Arsenale
- Canale dell'Arsenale
- Darsena Arsenale Vecchio
- Canale delle Galeazze
- Darsena Grande
- Canale di Porto Nuova

### Rii ad ovest dell'Arsenale
- canali est-ovest:
  - Rio della Celestia
  - Rio di San Francesco della Vigna
  - Rio del Fonte
  - Rio di San Giovanni Laterano
- canali nord-sud:
  - Rio d'Arsenale
  - Rio delle Gorne
  - Rio di San Ternita
  - Rio de Sant'Agostin (o San Antonin)
  - Rio di Santa Giustina
  - Rio di San Lorenzo
  - Rio di San Severo
  - Rio del Paradiso (o Pestrin)
  - Rio Santa Maria Formosa
- altri canali:
  - Rio di San Martino
  - Rio della Tetta
  - Rio di San Provolo
  - Rio del Rimedio (o San Giovanni Novo)
  - Rio del Piombo

### Rii ad est dell'Arsenale
- rii che danno sul bacino di San Marco
  - Rio della Tana
  - Rio di San Giuseppe
  - Rio del Giardini
- altri rii
  - Rio di San Daniele
  - Rio delle Vergini
  - Rio di Sant'Anna
  - Canale di San Pietro
  - Rio di Quintavalle
  - Rio di Sant'Elena
- Darsena di Sant'Elena

## Sestiere di Dorsoduro

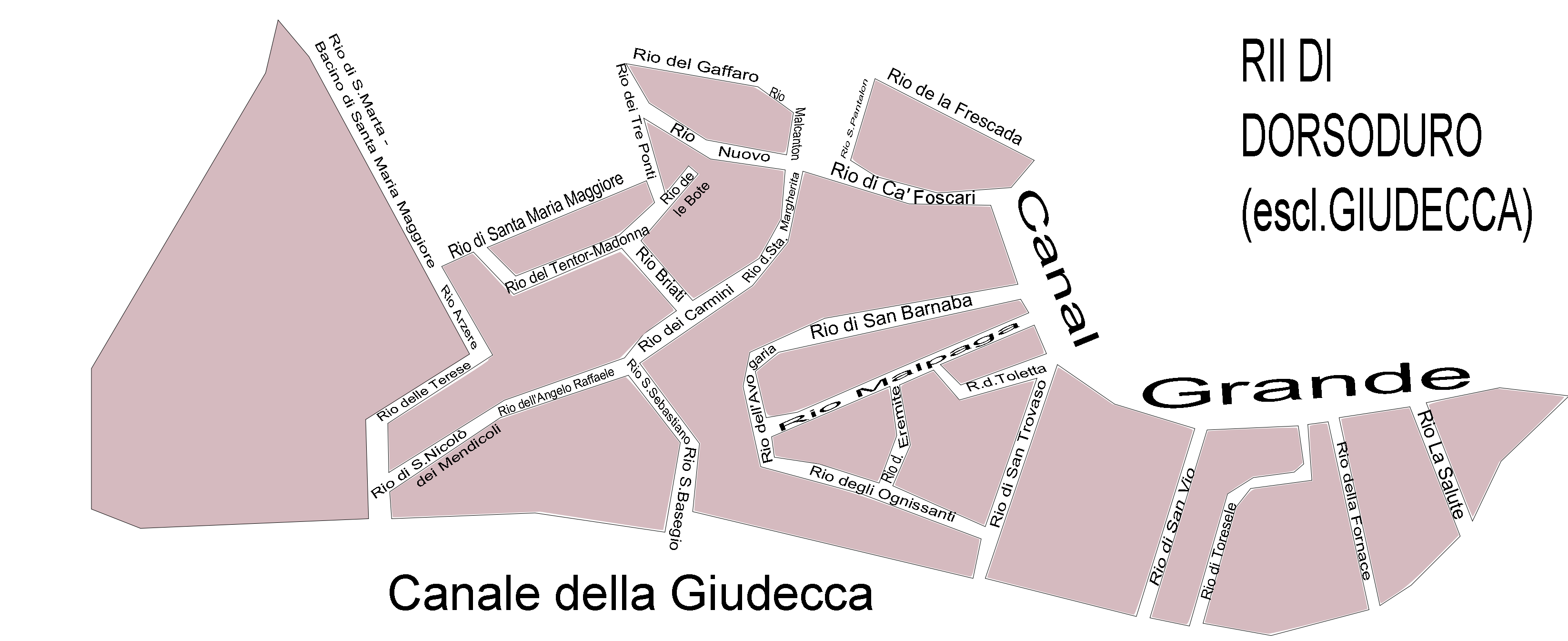

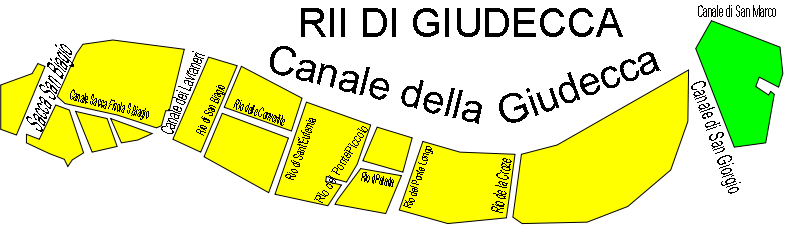

### Rii che danno sul Canal Grande
- Rio della Frescada (frontiera con San Polo)
- Rio di Ca' Foscari
- Rio de San Barnaba
- Rio Malpaga
- Rio della Toletta

### Rii tra il Canal Grande e il Canale della Giudecca
- Rio di San Trovaso
- Rio di San Vio
- Rio Piccolo del Legname (oppure Toresele)
- Rio della Fornace
- Rio della Salute

### Rii all'interno di Dorsoduro
- Rio degli Ognissanti
- Rio delle Eremite (oppure Romite)
- Rio dell'Avogaria
- Rio di San Sebastiano
- Rio di San Nicolo'
- Rio dell'Angelo Raffaele (oppure Anzolo Rafael)
- Rio dei Carmini
- Rio di Santa Margherita
- Rio Nuovo (oppure Novo)
- Rio Briati
- Rio del Tintor (oppure Tentor)
- Rio de Balle
- Rio delle Terese
- Rio dell'Arziere (oppure Arzere)

### Rii di confine con

#### Confine con Santa Croce
- Rio di Santa Maria Maggiore
- Rio di Santa Marta
- Rio dei Tre Ponti
- Rio del Gaffaro
- Rio del Malcanton
- Rio San Pantalon

#### Confine con San Polo
- Rio de la Frescada

### Rii nell'isola della Giudecca
- Canale della Giudecca (tra Giudecca e Dorsoduro)
- Rio della Croce
- Rio del Ponte Lungo
- Rio del Ponte Piccolo
- Rio della Palada
- Rio di San Eufemia
- Rio delle Convertite
- Rio di San Biagio
- Canale dei Lavraneri
- Canale Sacca Fisola San Biagio

## Sestiere di San Marco

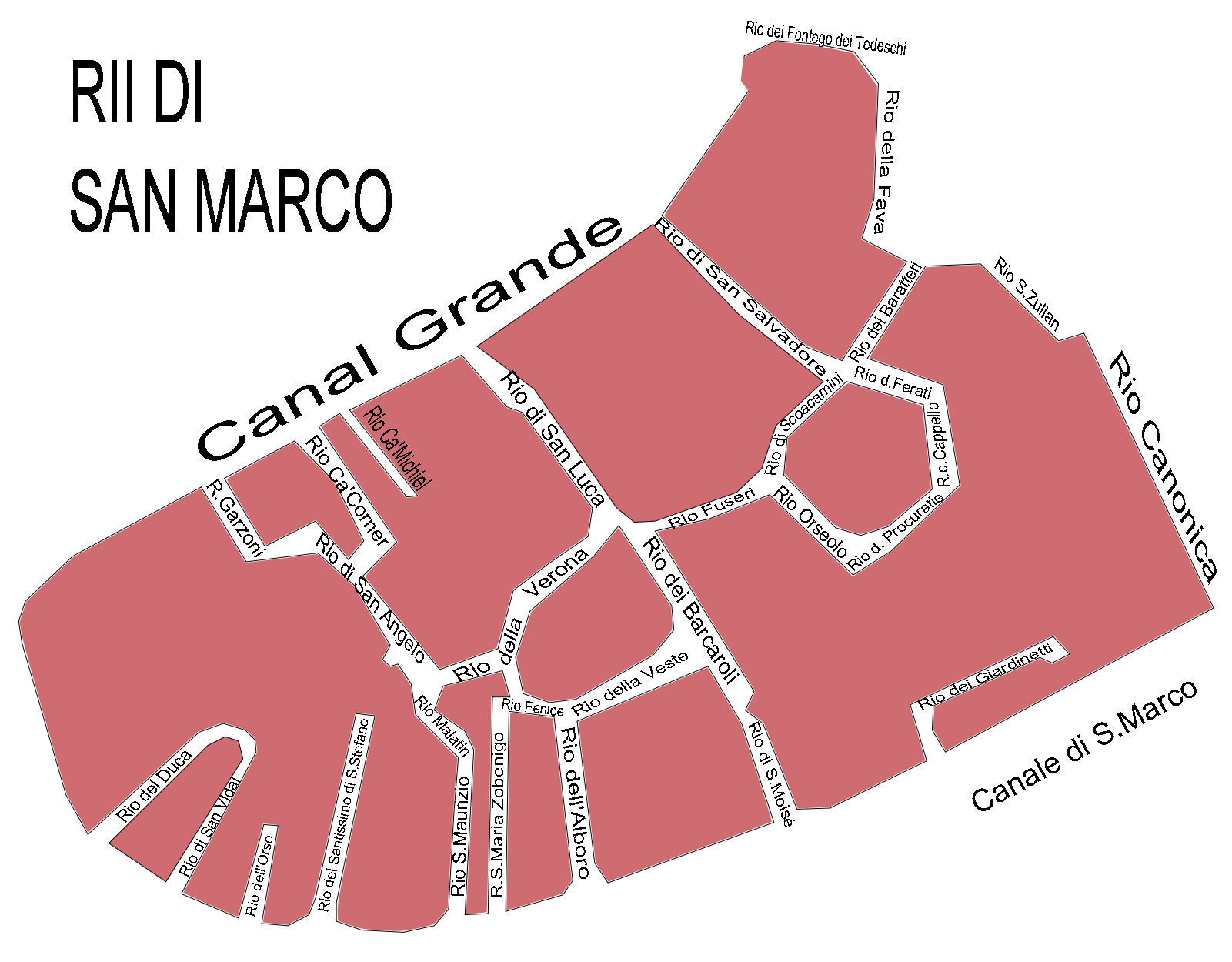

### Rii che danno sul Canal Grande, dal ponte di Rialto al ponte dell'Accademia
- Rio di San Salvador
- Rio di San Luca
- Rio di Ca' Corner
- Rio di Ca' Garzoni
- Rio del Duca

### Rii che danno sul Canal Grande, dal ponte dell'Accademia al Palazzo Ducale
- Rio dell'Orso
- Rio del Santissimo
- Rio di San Maurizio
- Rio di Santa Maria Giglio (oppure Zobenigo)
- Rio dell'Alboro
- Rio de San Moisè
- Rio dei Giardinetti
- Bacino di San Giorgio (isola di San Giorgio)
- Canale di San Giorgio (comune con Giudecca-Dorsoduro)

### Rii all'interno del sestiere
- Rio Orseolo
- Rio dei Scoacamini
- Rio dei Bareteri
- Rio della Curatie
- Rio Fuseri
- Rio dei Barcaroli
- Rio di Verona
- Rio di Veste
- Rio Malatin
- Rio San Anzolo

### Rii di confine con altri Sestieri

#### Confine con San Marco
- Rio della Canonica (oppure di Palazzo oppure della Paglia)
- Rio de San Zulian
- Rio della Fava

#### Confine con Cannaregio
- Rio del Fontego dei Tedeschi
- Rio di San Lio
- Rio di San Marina
- Rio dei Mendicanti

## Sestiere di San Polo

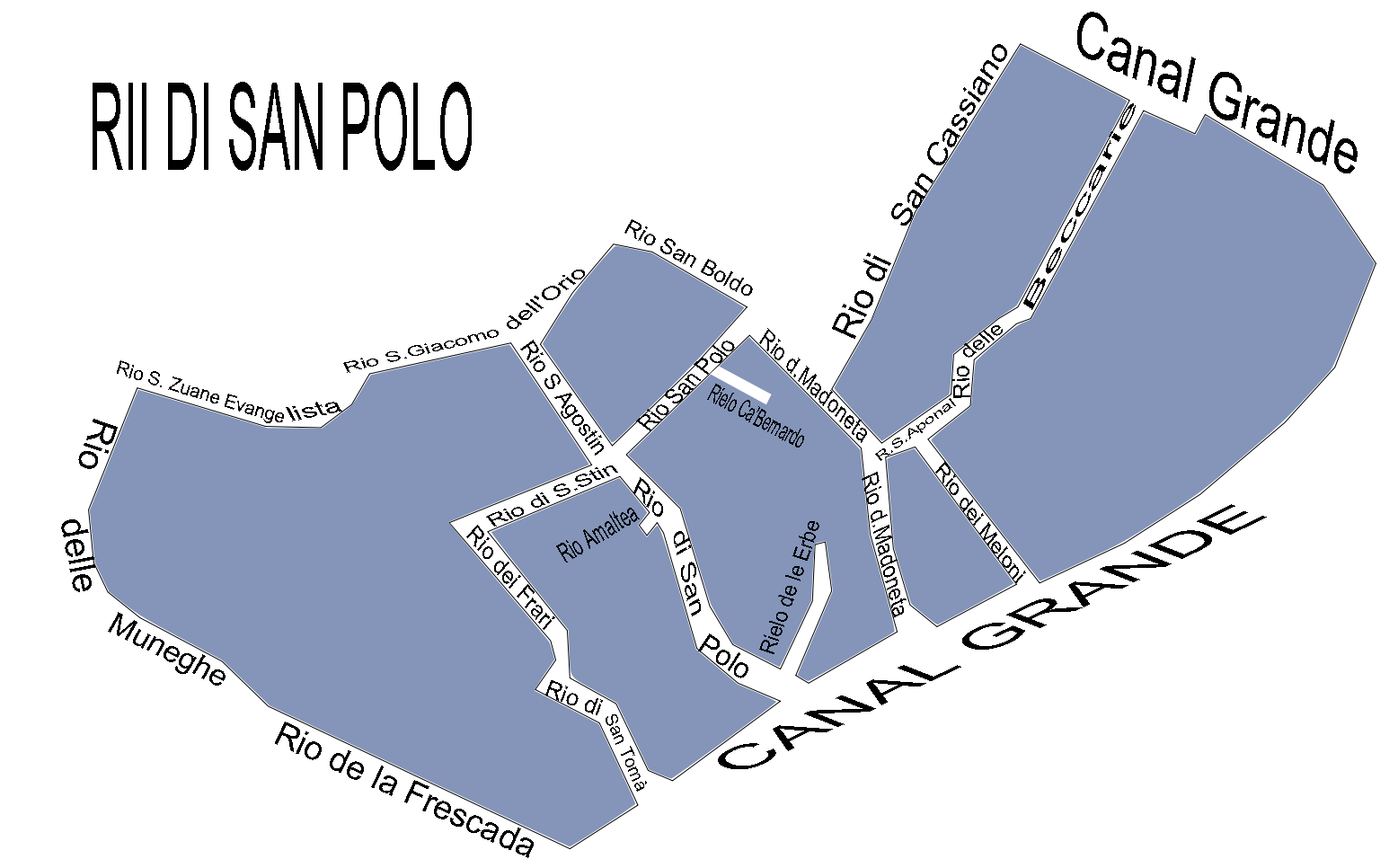

### Rii che danno sul Canal Grande
- Rio delle Beccarie
- Rio di San Aponal
- Rio dei Meloni
- Rio della Madoneta
- Rio di San Polo
- Rio di San Toma'
- Rio della Frescada (comune con Dorsoduro)

### Rii all'interno del sestiere
- Rio di San Agostin
- Rio di San Stin
- Rio dei Frari

### Rii in di confine altri Sestieri

#### Confine con Santa Croce
- Rio di San Cassiano (dà sul Canal Grande)
- Rio dell'Orio
- Rio di San Boldo
- Rio di ponte Storto
- Rio San Giacomo
- Rio San Zuane Evangelista
- Rio delle Muneghe (oppure Muneghette)

#### Confine con San Polo
- Rio de la Frescada

## Sestiere di Santa Croce

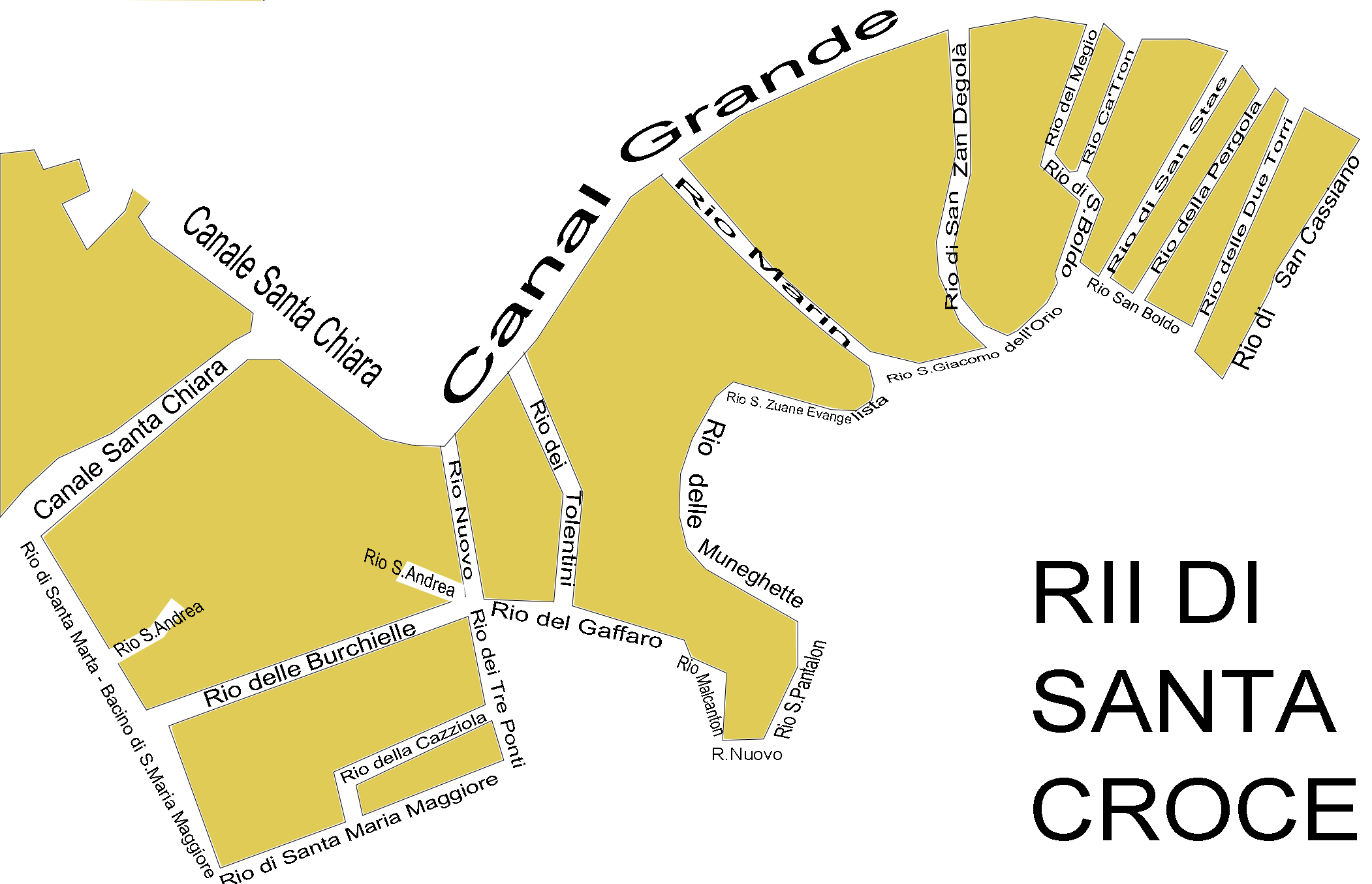

### Rii che danno sul Canal Grande
- Rio delle Due Torri
- Rio della Pergola
- Rio di San Stae
- Rio di Ca' Tron
- Rio Fontego dei Turchi
- Rio di San Zandegolà
- Rio Marin
- Rio della Croce
- Rio Novo
- Canale di Santa Chiara

### Rii all'interno del sestiere
- Rio delle Burchielle
- Rio della Cazziola

## Isola di Murano

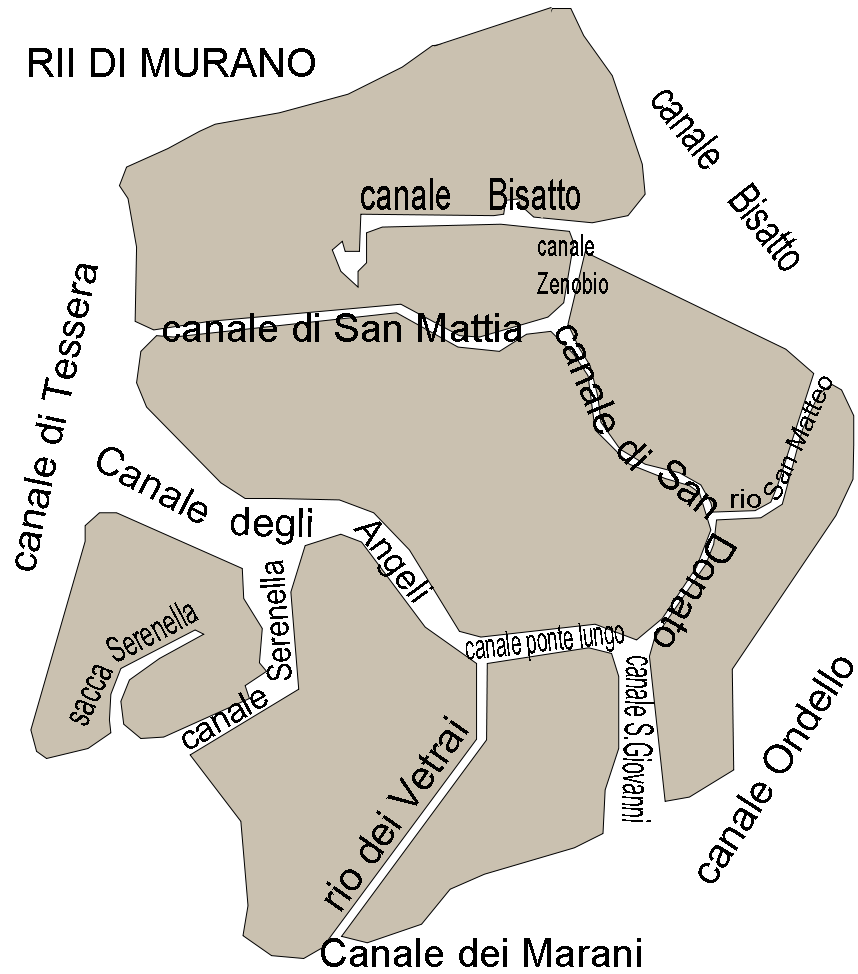

- Canale degli Angeli
- Canale Ponte Lungo
- Canale San Giovanni
- Canale di San Donate
- Canale di San Mattia
- Canale Serenella
- Rio dei Vetrai
- Canale di San Matteo
- Canale di San Maria (a nord)
- Canale Ondello (ad est)
- Canale delle Navi (a sud)

## Isola di Burano
- rio Pontinello (ovest)
- rio Zuecca (sud)
- rio Terranova (est)
- rio Baldassare Galuppi (rio interrato)